# Elasmoscelis cimicoides
Elasmoscelis cimicoides är en insektsart som beskrevs av Maximilian Spinola 1839. Elasmoscelis cimicoides ingår i släktet Elasmoscelis och familjen Lophopidae. Inga underarter finns listade i Catalogue of Life.